# Giuseppe Maria Revel
Giuseppe Maria Revel, auch Joseph Maria Revell, Graf und Herr von Turri Uzo bei Asti, (* 1651 in Fareliani, Piemont (Italien); † Datum und Ort unbekannt) war Arzt, Professor für Botanik in Turin und Mitglied der Gelehrtenakademie „Leopoldina“.
Giuseppe Maria Revel war praktischer Arzt in Carcari und Alteri im Genuesischen. Anschließend war er Physicus der Stad Alban, Pfalzgraf, Ritter und kaiserlicher Rath. Er wurde als Professor der Botanik an die Universität Turin berufen. Er wurde Stadtphysicus in Turin. Giuseppe Maria Revel reiste in Begleitung von Claudius Philipp Grimaldi nach Warschau, wo ihm die ehrenvolle Berufung auf das Amt des Leibarztes des Königs von Polen, Johann III. Sobieski, zuteilwurde. Revel wurde zudem Canonicus in Posen.
Am 26. April 1690 wurde Giuseppe Maria Revel, Graf und Herr von Turri Uzo bei Asti, mit dem Beinamen ARISTOGENES II. als Mitglied (Matrikel-Nr. 176) in die Leopoldina aufgenommen. 
Revell reichte sein Curriculum Vitae von Warschau aus an den Präsidenten der Leopoldina, Johann Georg Volkamer, ein.